# Света Приска
Света Приска или Присцила је ранохришћанска мученица и светитељка из 1. века.
Према црквеном предању, са тринаест година постала је хришћанка. Мученички је пострадала, тако што јој је одсечена глава у време прогона хришћана од стране цара Клаудија (41.-54. година). Касније су њене мошти пренете на Авентин, где се и данас чувају.
Њено име носи једна од најранијих хришћанских цркава у Риму (4. век) Света Приска на Авентинском брду. Канонизована је 595. години.
На иконама се представља са мачем и палмином гранчицом, са једним или два лава, од којих је, према предању, она биле поштеђена када је бачена у амфитеатру, заједно с њима.
По њеном имену назван је астероид (997) 1923. године.